# Trnka Vencel
Krzowitzi Trnka Vencel (Tábor, Csehország, 1739. október 16. – Pest, 1791. május 12.) cseh származású Magyarországon működő orvosdoktor, egyetemi tanár. Lovagi címmel bírt.

## Élete
Csehországban született, orvosi tanulmányait Prágában és Bécsben végezte és 1769-ben Swieten közbenjárására a bécsi korona kórházban nyert alkalmazást. Orvosdoktorrá 1770-ben avatták és még ugyanezen évben a bonctan tanára lett a Nagyszombati Egyetemen. Ilyen minőségben 1785–1786-ig működött, amikor az általános kór- és gyógyszertan tanárává nevezték ki a pesti egyetemhez. Itt 1791-es haláláig dolgozott. 1775–1776-ban, 1779–1780-ban és 1784–1785-ben dékán, 1786–87-ben pedig rektor volt. Végrendeletében könyveit azon feltétellel hagyta az egyetemnek, hogy ezer forint, mint azok árának harmadrésze, szegényebb orvosdoktorok és tanulók segélyezésére legyen fordítva.

## Művei
- Dissertatio inaug. medica de morbo coxario. Viennae, 1770.
- Historia febrium intermittentium, omnis aevi observata et inventa illustriora medica, ad has febres pertinentia Vol. I. Uo. 1775. (Több nem jelent meg. Németül: Helmstädt, 1781.).
- Commentarius de tetano, plus quam ducentis cl. medicorum observationibus. Vindobonae, 1777., rézm. arczk.
- De diabete commentarius. Uo. 1778.
- Historia cophoseos et barycoeae omnis aevi observata medica continens. Uo. 1781., rézm. arczk.
- Historia amauroseos omnis aevi observata medica continens. Uo. 1781. Két kötet. (Németül: Breslau, 1790.).
- Historia ophithalmiae omnis aevi observata medica continens. Vindobonae, 1783.
- Historia febris hecticae omnis aevi observata medica continens. Uo. 1783. (Németül: Leipzig, 1784.).
- De prolapsu ani. pest, 1785.
- Historia cardialgiae omnis aevi observata medica continens. Vindobonae, 1785.
- Oratio funebris in exequiis Michaelis Shoretics. Pestini, 1786.
- Historia rachitidis omnis aevi observata medica continens. Vindobonae, 1787. (Németül: Leipzig, 1789.).
- Historia tympanitidis omnis aevi observata medica continens. Vidobonae, 1788. (Ism. Allg. Literatur Zeitung 1788. I. 58. sz.).
- Abhandlung über das Magenweh. Leipzig, 1788.
- Geschichte der englischen Krankheit. Uo. 1789.
- Geschichte deschwarzen Staars. Breslau, 1790.
- Historia haemorrhoidum omnis aevi observata medica continens. Operis posthumi editionem procuravit Franciscus Schraud. Vindobonae, 1794-95. Három kötet.

Kézirati munkái a budapesti egyetem könyvtárában, összesen 14 darab felsorolvák: 
- A budapesti m. kir. egyetemi könyvtár kéziratainak Czímjegyzéke. Bpest, 1899. I. 116-17. lapjain.

## Ábrázolása
Arcképe: rézmetszet, rajzolta J. Pauschanek, metszette J. E. Mansfeld, a 3. és 6. sz. munkákban.